# آذرکیوانیان
آذرکیوانیان یا دساتیریان آیینی هستند که بنیان‌گذار آنان آذر کیوان موبد و اندیشمند ایرانی است که در سده ۱۰ و ۱۱ قمری زندگی می‌کرد و تلاشش تلفیق ادیان مختلف بود. یاران و شاگردان آذر کیوان به همهٔ گروه‌ها و ادیان تعلق داشتند و در بین آن‌ها یهودی، نصرانی، هندو و مسلمان اما اکثریت زرتشتی هستند. دیده می‌شد. یکی از اعضاء این فرقه بهرام فرشاد بود که به حکمت اشراق شیخ شهاب الدین سهروردی توجه ویژه‌ای داشت.